# الكوكب المتجمد (وثائقي)
الكوكب المتجمد هي سلسلة وثائقية تلفزيونية عن الطبيعة من إنتاج بي بي سي والجامعة المفتوحة. تم تصويره من قبل وحدة التاريخ الطبيعي في هيئة الإذاعة البريطانية. فريق الإنتاج تضمن المنتج التنفيذي ألاستيير فوثرغل و منتج السلسلة فانيسا بيرلوتز وهي كانت في السابق مسؤولة عن سلسلتي  الكوكب الأزرق (2001) و "كوكب الأرض" (2006) .قام السير ديفيد أتينبورو برواية الوثائقي. وزعت بموجب ترخيص من قبل بي بي سي في بلدان أخرى ،علي قناة ديسكفري في أمريكا الشمالية, ZDF في ألمانيا ، انتينا 3 في إسبانيا ، Skai في اليونان.
في 2012,  فازت السلسلة بأربع جوائز إيمي ، بما في ذلك أفضل سلسلة حقيقية.

## وصلات خارجية
- قالب:BBC programmeبي بي سي برامجقالب:BBC programme
- كوكب متجمد في بي بي سي الأرض
- قناة ديسكفري كوكب متجمد الصفحة
- كوكب متجمد في عدن الموقع
- كوكب متجمد: استكشاف المناطق القطبية في الجامعة المفتوحة OpenLearn
- الكوكب المتجمد على موقع IMDb (الإنجليزية)
- الكوكب المتجمد على موقع ميتاكريتيك (الإنجليزية)
- الكوكب المتجمد على موقع روتن توميتوز (الإنجليزية)
- الكوكب المتجمد على موقع نتفليكس (الإنجليزية)
- الكوكب المتجمد على موقع ليتربوكسد (الإنجليزية)
- الكوكب المتجمد على موقع كينوبويسك (الروسية)
- الكوكب المتجمد على موقع قاعدة بيانات الفيلم (الإنجليزية)